# Арсенал-Киев
«Арсена́л-Ки́ев» (укр. «Арсенал-Київ») — украинский футбольный клуб из города Киев.
Клуб «Арсенал-Киев» (до 2014 г. — «Арсенал») был основан 18 декабря 2001 года по инициативе мэра Киева Александра Омельченко, ставшего президентом ФК. Расформирован в 2019 году.
Клуб «Арсенал-Киев» считает себя преемником киевского заводского клуба «Арсенал»/«Машиностроитель»/«Темп» основанного 14 июля 1925 года, принимавшего 18 июля 1936 года участие в розыгрыше дебютного Кубка СССР по футболу, в разные годы становишегося обладателем Кубка УССР и чемпионом УССР и расформированного как профклуб в 1964 году.

## История

### История названий
- 2002—2013 — «Арсенал»
- 2014—2019 — «Арсенал-Киев»

### «Арсенал» (2002—2013)
Слухи о создании муниципального футбольного клуба начали распространяться летом 2001 года. Киевский городской голова даже посетил несколько домашних матчей ЦСКА. Считается, что футбольная команда понадобилась городскому голове Киева для улучшения своего имиджа, по примеру братьев Суркисов и Рината Ахметова. Поскольку создание совершенно новой команды требовало немало средств и времени (минимум два года для попадания в высшую лигу Чемпионата Украины), единственным выходом была реорганизация государственного предприятия Министерства обороны Украины ФК «ЦСКА-Киев». По окончании первого круга чемпионата Украины по футболу 2001/2002, которое ЦСКА закончил на 9-й строчке, Киевский городской совет по предложению городского головы Александра Омельченко принял решение от 18 декабря 2001 года об основания ООО «ФК „Арсенал“ Киев». В уставном фонде вклад территориальной общины города Киева составил 80 %. Остальные 20 % принадлежали мелким собственникам, долей которых занималась компания Kiev Donbass. Однако как юридическое лицо именно ЦСКА оставался участником высшей лиги. Только после личной встречи Омельченко и президента ЦСКА Александра Данильчука в феврале 2002 года, была достигнута договоренность о выступлении «Арсенала» в высшей лиге на правах правопреемника армейской команды.
Свой первый выездной матч «Арсенал» (Киев) провёл 16 марта 2002 года в Запорожье против местного «Металлурга». Первая домашняя игра состоялась на НСК «Олимпийский» 25 марта 2002 года против симферопольской «Таврии». В первом своем сезоне — 2001/2002, который «Арсенал-Киев» начал только со второго круга — канониры демонстрировали посредственные результаты. Команда, сформированная преимущественно из игроков ЦСКА, на протяжении всей второй половины сезона боролась за выживание, и только в последнем туре поднялась с зоны вылета, заняв по итогам чемпионата 12-е место. Несмотря невысокие результаты, команда собирала немало болельщиков — до 18 000 зрителей. Основными принципами для них стали любовь к клубу и негативное отношение к проявлениям расизма.
В июле 2002 года команду возглавил Вячеслав Грозный, и под его руководством в сезоне 2002/03 она показала неожиданно высокие результаты. Победив нескольких соперников с крупным счетом и сыграв вничью с «Шахтёром», «Арсенал» завершил первый круг на 3-м месте. Однако во втором круге команда стала играть менее слаженно, и после поражений в последних двух турах от «Динамо» и «Шахтёра» канониры не смогли завоевать право выступать в Кубке УЕФА, заняв 5-е место.
Следующие два сезона команда уже не была реальным претендентом на путевку в еврокубки. «Арсенал» оставался неудобным соперником для лидеров чемпионата, постоянно отнимая у них очки. В частности, в сезоне 2004/05 под руководством Александра Баранова клуб дважды сыграл вничью с «Динамо», что привело к появлению настоящего киевского дерби. Команда была крепким середняком чемпионата, оба раза завершив сезон на 9-й позиции. «Арсенал» имел хорошее финансирование, годовой бюджет был на уровне 55 млн. гривен (клуб был 4-м по этому показателю на Украине). В сезоне 2005/06 клуб балансировал на грани зоны вылета. Александр Баранов был отправлен в отставку, его сменил Игорь Бабинчук, вместо которого зимой 2006 года команду возглавил Александр Заваров. Частая смена тренеров только ухудшила моральное состояние команды, и только в конце сезона благодаря серии из трех побед подряд команда закрепила за собой место в элите, а Эммануэль Окодува благодаря результативности в последних турах догнал Александра Гладкого в споре лучших бомбардиров чемпионата.
26 марта 2006 года вместо Александра Омельченко Киевским городским головой был избран Леонид Черновецкий. Одним из первых шагов нового городского головы и нового городского совета было сокращение финансирования муниципальных спортивных клубов. 80 % акций «Арсенала» были выставлены на продажу. Несмотря на неопределенный статус команда показывала высокие результаты, одержав, в частности, в Донецке победу над «Шахтёром». На зимний перерыв команда завершила на 4-м месте и снова претендовала на выход в еврокубки. С нового 2007 года «Арсенал» практически не финансировался. Канониры не могли полноценно тренироваться, крайне ограниченные финансовые возможности не позволяли проводить продуманную трансферную политику, игроки и тренеры работали преимущественно на энтузиазме. Клуб уже не мог платить за проведение матчей на НСК «Олимпийский», поэтому матчи проходили на меньшем стадионе «Динамо» имени Валерия Лобановского, а однажды пришлось играть даже в Борисполе на стадионе «Колос». В течение всей весны продолжались поиски желающих приобрести «Арсенал», однако отсутствие развитой клубной инфраструктуры (клуб не имел ни собственного стадиона, ни тренировочной базы) и высокая цена отпугивали потенциальных инвесторов. Все эти обстоятельства стали причиной того, что в весенней части чемпионата команда отчаянно боролась за выживание, одержав лишь две победы и опустившись с 4-го места на 14-е. Речь шла даже о возможном прекращении существования клуба.

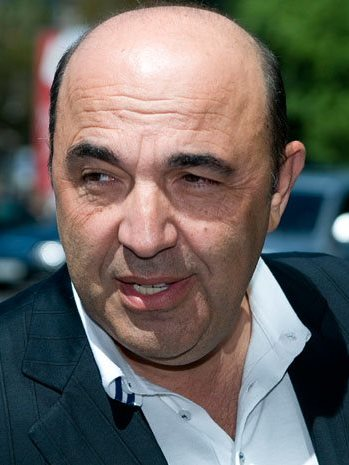
Вадим Рабинович

Только в мае 2007 года удалось найти покупателя. Новым президентом «Арсенала» стал украинский бизнесмен, президент Всеукраинского еврейского конгресса Вадим Рабинович. Он начал масштабную программу реформирования клуба. Своей основной целью он считал поднятие зрительского интереса и повышения популярности клуба. В зимний перерыв чемпионата был проведён ряд пиар-акций, среди которых наибольший ажиотаж вызвала фотосессия игроков команды вместе с моделями из журнала «Playboy». На вторую половину сезона 2007/08 «Арсенал» со стадиона им. Валерия Лобановского переехал на НСК «Олимпийский». На первый же матч весенней части чемпионата 29 февраля против «Зари» вход на стадион был сделан свободным, организовал бесплатную лотерею и провёл в перерыве матча караоке-шоу. Благодаря этому матч посетило 40500 болельщиков, что стало вторым показателем посещаемости матча чемпионата Украины за всю историю соревнований. Вход на стадион оставался свободным в течение всего второго круга, посещаемость матчей значительно возросла, а сам «Арсенал» поднялся на шестое место, финишировав за 5 очков от зоны Интертото.
В январе 2009 года экс-городской голова Киева Леонид Черновецкий приобрёл у Рабиновича киевский «Арсенал» за 1 гривну. Новым президентом клуба формально считался сын городского головы Степан Черновецкий. Однако в июле того же года Рабинович вернул клуб в свою собственность.
В июне 2011 года главным тренером киевского «Арсенала» стал Леонид Кучук. В сезоне 2011/12 клуб впервые в истории завоевал право на участие в еврокубках, где в первом матче квалификации Лиги Европы-2012/13 обыграл со счётом 5:0 словенский клуб «Мура-05», однако из-за выхода на поле дисквалифицированного Эрика Матуку «канонирам» было засчитано техническое поражение, в ответном матче в гостях киевляне выиграли — 2:0, но этого не хватило для общей победы, и «Арсенал» прекратил свои выступления в еврокубках. До конца 2012 года «Арсенал» потерял двух спонсоров, было принято решение о сокращении клубного бюджета.
1 января 2013 года «Арсенал» и Кучук разорвали контракт «по обоюдному согласию». В январе 2013 «Арсенал» команду покинули 14 футболистов основного состава, оставшимся игрокам пришлось согласиться на трехкратное сокращение зарплаты. В феврале 2013 года клуб сменил руководство — права приобрёл украинский меценат и политик Александр Онищенко. В планы нового владельца входило в сезоне 2013/14 вывести команду в зону еврокубков, построить собственный стадион и учебно-тренировочную базу, развить ДЮСШ и привлечь как можно больше болельщиков на трибуны. Но спустя 9 месяцев Онищенко отказался финансировать клуб, ссылаясь на долги, которые остались от его предшественника. В октябре того же года «Арсенал» впервые не выехал на матч 14-го тура чемпионата Украины против симферопольской «Таврии». Ситуацию в команде усложнил и тот факт, что главный тренер «Арсенала» Юрий Бакалов подал в отставку. Неоднократные призывы футболистов и болельщиков клуба к общественности спасти «Арсенал» ни к чему не привели. 9 октября генеральный директор клуба Виктор Головко официально объявил о том, что «канониры» не поедут ещё и на матч 1/8 финала Кубка Украины против тернопольской «Нивы». Спустя день Головко сделал новое заявление о том, что киевский «Арсенал» снимается со всех соревнований и начинает процедуру банкротства.

### «Арсенал-Киев»
В декабре 2013 года преданные болельщики, футболисты и специалисты, работавшие в ФК «Арсенал» Киев решили возродить киевский «Арсенал». И уже в январе 2014 года инициативная группа начала поиск инвесторов для «Арсенала». 7 января 2014 года бывший пресс-атташе клуба, а ныне активист фан-движения киевского «Арсенала» заявил, что в будущем клуб будет носить немного другое название — «Арсенал-1925» и сменит эмблему. 16 января 2014 года инициативная группа «Арсенал» заявила, о том что если им всё же удастся возродить клуб, то украинцы смогут впервые увидеть матчи Чемпионата Украины по футболу среди команд клубов второй лиги по ТВ.
27 апреля 2014 года возрождённый «Арсенал» в рамках чемпионата Киева провёл свой первый матч. Перед матчем состоялась презентация новой команды. В пресс-мероприятии приняли участие президент ФК «Арсенал» Алексей Кикирешко, вице-президент клуба Павел Черепин, главный тренер Андрей Анненков, директор Александр Москаленко.
В сезоне 2015/16 играл во Второй лиге Украины, под названием «Арсенал-Киев». По итогам первого года выступлений во Втором дивизионе клуб занял 6 место, но, тем не менее, повысился в классе перед началом сезона 2016/17 в связи с увеличением количества команд-участниц Первой украинской Лиги до 18 команд.
В феврале 2018 года президентом и совладельцем клуба стал бывший игрок «Арсенала» хорват Ивица Пирич.
В сезоне 2017/2018 клуб занял первое место в Первой лиге и завоевал право выступать в УПЛ.
Первый после возрождения клуба сезон в элите украинского футбола «канониры» начали под руководством итальянского специалиста, в прошлом знаменитого игрока туринского «Ювентуса», Фабрицио Раванелли, имевшего на момент начала работы в Киеве довольно скромный и неудачный тренерский опыт: с июня по ноябрь 2013 год он возглавлял корсиканский «Аяччо», выступавший на тот момент во второй французской Лиге. После кардинального обновления состава перед началом сезона и серии неудач на старте чемпионата (в девяти матчах: семь поражений, одна ничья и одна победа) киевский клуб и итальянский тренер расторгли контракт по обоюдному согласию. 1 октября 2018 года клуб в третий раз возглавил украинский специалист Вячеслав Грозный, а 9 января 2019 года покинул свой пост.

## Вопрос преемственности
Согласно недействующей версии сайта клуба «Арсенал-Киев», клуб считает себя преемником киевского заводского клуба «Арсенал»/«Машиностроитель»/«Темп», однако команда была сформирована на базе клуба ЦСКА, выступления проводятся на другом стадионе и клуб не принадлежит предприятию.

## Статистика выступлений
| Результаты | Результаты      | Результаты | Результаты | Результаты | Результаты | Результаты | Результаты | Результаты | Результаты | Результаты | Результаты    | Результаты       | Результаты                 | Результаты                                         | Результаты                       |
| Сезон      | Дивизион        | Команд     | Место      | Игр        | В          | Н          | П          | ГЗ         | ГП         | О          | Кубок Украины | Европа           | Европа                     | Тренер                                             | Примечания                       |
| ---------- | --------------- | ---------- | ---------- | ---------- | ---------- | ---------- | ---------- | ---------- | ---------- | ---------- | ------------- | ---------------- | -------------------------- | -------------------------------------------------- | -------------------------------- |
| 2001/02    | Высшая лига     | 14         | 12         | 26         | 6          | 5          | 15         | 18         | 28         | 23         | Не участвовал |                  |                            | Владимир Бессонов, Олег Кузнецов                   |                                  |
| 2002/03    | Высшая лига     | 16         | 5          | 30         | 16         | 8          | 6          | 49         | 24         | 56         | 1/4 финала    |                  |                            | Вячеслав Грозный                                   |                                  |
| 2003/04    | Высшая лига     | 16         | 9          | 30         | 10         | 7          | 13         | 38         | 44         | 37         | 1/8 финала    |                  |                            | Вячеслав Грозный                                   |                                  |
| 2004/05    | Высшая лига     | 16         | 9          | 30         | 9          | 10         | 11         | 30         | 33         | 37         | 1/16 финала   |                  |                            | Александр Баранов                                  |                                  |
| 2005/06    | Высшая лига     | 16         | 12         | 30         | 9          | 8          | 13         | 31         | 39         | 35         | 1/4 финала    |                  |                            | Игорь Бабинчук                                     |                                  |
| 2006/07    | Высшая лига     | 16         | 14         | 30         | 7          | 9          | 14         | 28         | 44         | 30         | 1/32 финала   |                  |                            | Александр Заваров                                  |                                  |
| 2007/08    | Высшая лига     | 16         | 6          | 30         | 11         | 9          | 10         | 42         | 36         | 42         | 1/8 финала    |                  |                            | Александр Заваров                                  |                                  |
| 2008/09    | Премьер-лига    | 16         | 11         | 30         | 8          | 8          | 14         | 26         | 33         | 32         | 1/8 финала    |                  |                            | Александр Заваров                                  |                                  |
| 2009/10    | Премьер-лига    | 16         | 7          | 30         | 11         | 9          | 10         | 44         | 41         | 42         | 1/16 финала   |                  |                            | Александр Заваров, Вячеслав Грозный, Юрий Бакалов  |                                  |
| 2010/11    | Премьер-лига    | 16         | 9          | 30         | 10         | 7          | 13         | 36         | 38         | 37         | Полуфинал     |                  |                            | Юрий Бакалов                                       |                                  |
| 2011/12    | Премьер-лига    | 16         | 5          | 30         | 14         | 9          | 7          | 44         | 27         | 51         | 1/4 финала    |                  |                            | Леонид Кучук                                       | Выход в квалификацию Лиги Европы |
| 2012/13    | Премьер-лига    | 16         | 8          | 30         | 10         | 9          | 11         | 34         | 41         | 39         | 1/4 финала    | 3-й кв. раунд ЛЕ | Мура 05 — 0:3 (техн.), 2:0 | Леонид Кучук                                       |                                  |
| 2013/14    | Премьер-лига    | 16         | 16         | 13         |            |            |            |            |            |            | 1/8 финала    |                  |                            | Сергей Закарлюка                                   | Снятие с турнира                 |
| 2014/15    | Чемпионат Киева | —          | 1          | —          | —          | —          | —          | —          | —          | —          | —             |                  |                            | Андрей Анненков                                    |                                  |
| 2015/16    | Вторая лига     | 14         | 6          | 26         | 13         | 4          | 9          | 37         | 30         | 43         | 1/16 финала   |                  |                            | Ангел Червенков, Сергей Литовченко                 | Повышение                        |
| 2016/17    | Первая лига     | 18         | 10         | 34         | 12         | 9          | 13         | 38         | 39         | 45         | 1/16 финала   |                  |                            | Сергей Литовченко                                  |                                  |
| 2017/18    | Первая лига     | 18         | 1          | 34         | 23         | 6          | 5          | 59         | 23         | 75         | 1/8 финала    |                  |                            | Сергей Литовченко                                  | Повышение                        |
| 2018/19    | Премьер-лига    | 12         |            |            |            |            |            |            |            |            | 1/16 финала   |                  |                            | Фабрицио Раванелли, Вячеслав Грозный, Игорь Леонов |                                  |

Вторая (молодёжная) команда клуба
В сезоне-2003/04 во второй лиге (в группе «В») команда «Арсенал-2» заняла последнее место, снявшись с соревнований за 4 тура до окончания турнира. Со следующего сезона принимала участие в молодёжном первенстве (турнире дублёров) (сезоны 2004/05—2013/14).

## Достижения
- Полуфиналист Кубка Украины: 2010/11;
- Наивысшее достижение в Чемпионате Украины — 5 место (2002/03, 2011/12);
- 196-е место в рейтинге УЕФА (декабрь 2013)[источник не указан 1333 дня];
- Участник 3-го квалификационного раунда Лиги Европы УЕФА — 2012/13;
- Победитель Первой лиги Украины: 2017/18

### Рекорды
- Самая крупная победа в Чемпионате Украины — 8:1 «Волынь» (Луцк) 17/07/2002[источник не указан 1333 дня];
- Самая крупная победа в Кубке Украины — 6:0 ПФК «Александрия» 13/08/2005;
- Лучший бомбардир — Эммануэль Окодува — 32 мяча (2002—2006)[источник не указан 1333 дня];
- Лучший бомбардир за сезон — Евгений Селезнев — 17 мячей в сезоне 2007/2008[источник не указан 1333 дня];
- Лучший тренер чемпионата Украины — Вячеслав Грозный (2002), Леонид Кучук (2012) (по версии интернет-портала Football.ua)[источник не указан 1333 дня];
- Наибольшее количество зрителей на домашних матчах — 40500 «Арсенал» Киев — «Заря» Луганск 29/02/2008[источник не указан 1333 дня]

## Болельщики

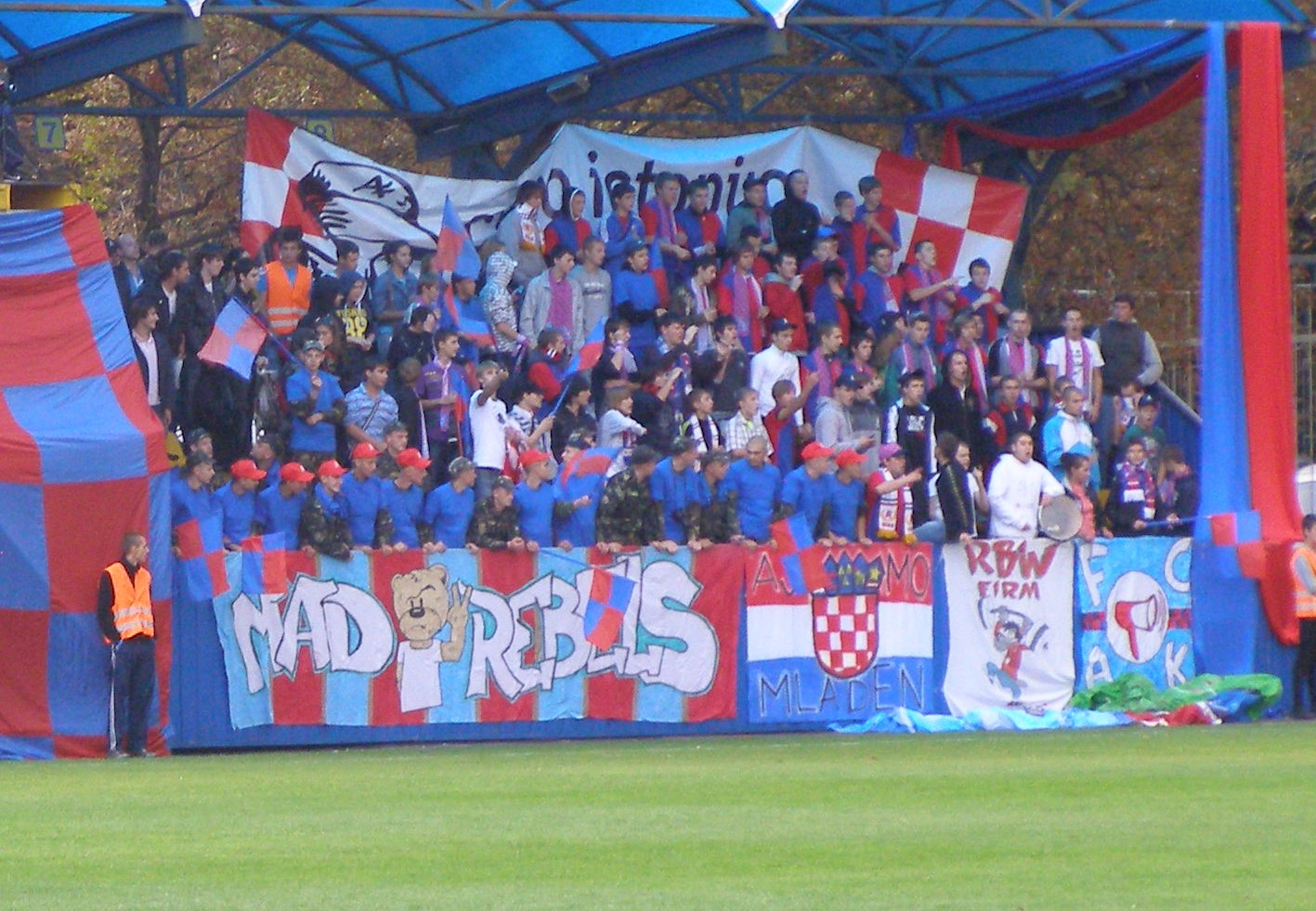

Фанаты «Арсенала» имеют левые взгляды, чем отличаются от большинства украинских футбольных фанатов с правыми и националистическими идеями.

## Логотип

### 2002—2003
Первая эмблема клуба в известной степени напоминает логотип ЦСКА. За основу был взят щит, традиционный для европейской футбольной символики и команд НХЛ, в который вставлено стилизованное изображение пятиконечной звезды (заимствования из эмблемы ЦСКА). Одновременно звезда выступала как изображение буквы «А» — первой буквы слова «Арсенал». Под звездой размещался каштановый лист — один из традиционных символов Киева. Однако такая эмблема просуществовала всего год.

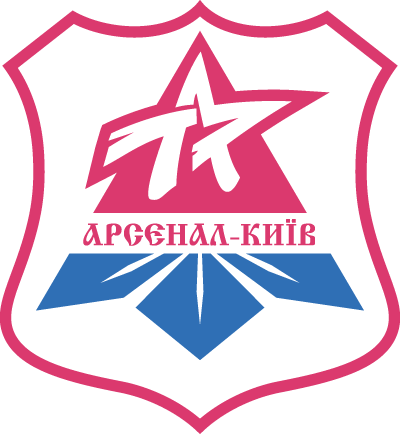

### 2003—2013
В 2003 году компания Tmexpert подготовила комплексный рекламный проект для киевского «Арсенала», поэтому было решено разработать новый логотип. Новая эмблема также получила вид щита синего цвета, который пересекает голубая полоса. Символизирует Днепр, который разделяет Киев на две части. Знак «Арсенал- Киев» (буква «А» с крылом) — символизирует мост, соединяющий правый и левый берег города. Крылья в букве «А» — символизируют Архангела Михаила, давнего покровителя Киева. Также крыло можно рассматривать как часть буквы «К» (Киев). Надписи золотыми буквами на щите и его обод символизируют золотые купола киевских храмов.